# Olympische Sommerspiele 1996/Ringen
Bei den XXVI. Olympischen Sommerspielen 1996 in Atlanta fanden 20 Wettbewerbe im Ringen statt, je zehn im Freistil und im griechisch-römischen Stil. Austragungsort war das Georgia World Congress Center.

## Bilanz

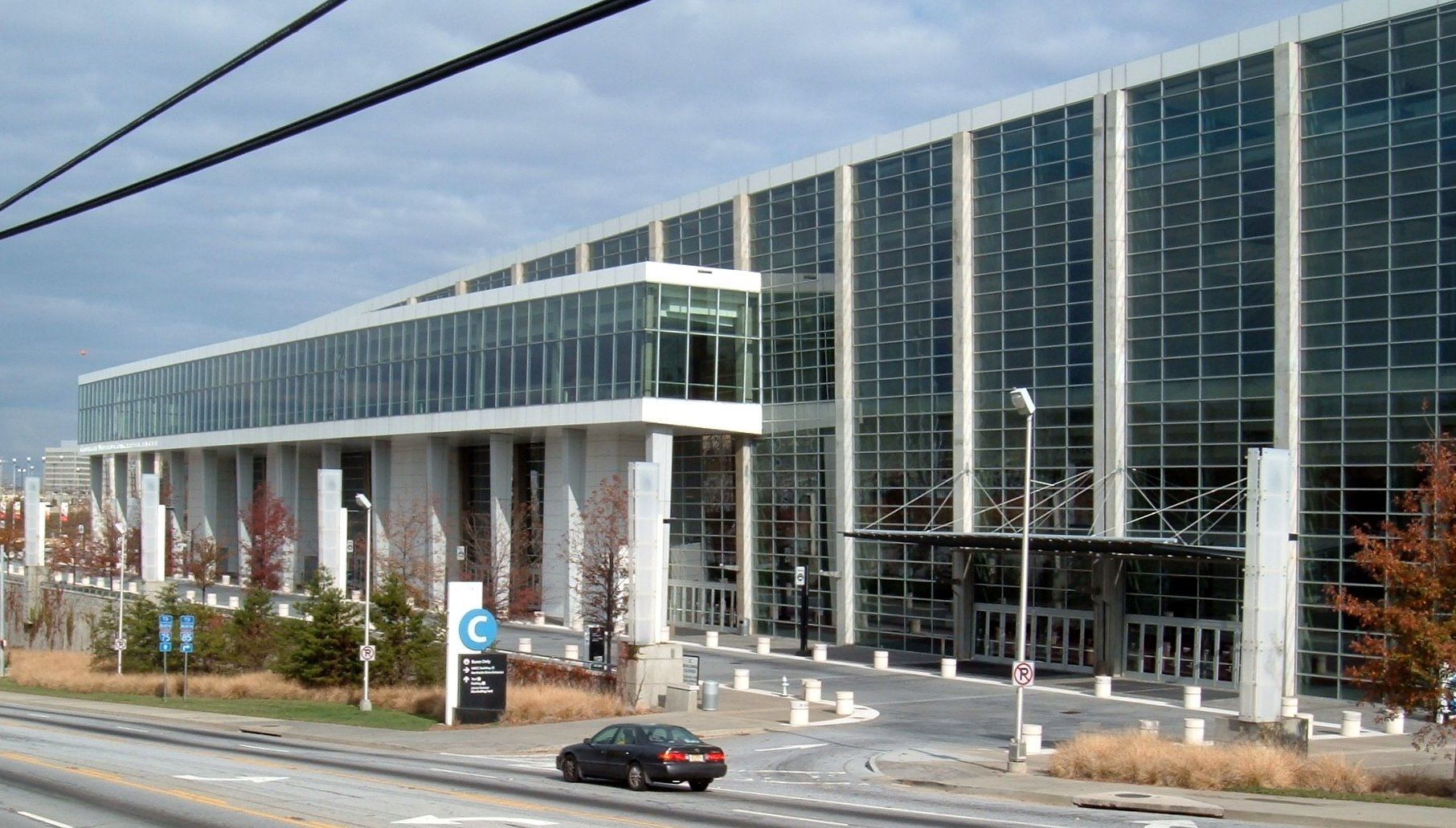
Georgia World Congress Center

### Medaillenspiegel
| Platz | Land               | Gold | Silber | Bronze | Gesamt |
| ----- | ------------------ | ---- | ------ | ------ | ------ |
| 1     | Russland           | 4    | 1      | 2      | 7      |
| 2     | Vereinigte Staaten | 3    | 4      | 1      | 8      |
| 3     | Polen              | 3    | 1      | 1      | 5      |
| 4     | Türkei             | 2    | –      | 1      | 3      |
| 5     | Südkorea           | 1    | 3      | –      | 4      |
| 6     | Iran               | 1    | 1      | 1      | 3      |
| 6     | Kuba               | 1    | 1      | 1      | 3      |
| 8     | Armenien           | 1    | 1      | –      | 2      |
| 9     | Ukraine            | 1    | –      | 3      | 4      |
| 10    | Kasachstan         | 1    | –      | 1      | 2      |
| 10    | Nordkorea          | 1    | –      | 1      | 2      |
| 12    | Bulgarien          | 1    | –      | –      | 1      |
| 13    | Belarus            | –    | 3      | 1      | 4      |
| 14    | Deutschland        | –    | 1      | 2      | 3      |
| 15    | Aserbaidschan      | –    | 1      | –      | 1      |
| 15    | Finnland           | –    | 1      | –      | 1      |
| 15    | Frankreich         | –    | 1      | –      | 1      |
| 15    | Kanada             | –    | 1      | –      | 1      |
| 19    | China              | –    | –      | 1      | 1      |
| 19    | Georgien           | –    | –      | 1      | 1      |
| 19    | Japan              | –    | –      | 1      | 1      |
| 19    | Moldau             | –    | –      | 1      | 1      |
| 19    | Schweden           | –    | –      | 1      | 1      |

### Medaillengewinner
| Konkurrenz         | Gold                    | Silber               | Bronze                 |
| ------------------ | ----------------------- | -------------------- | ---------------------- |
| Papiergewicht      | Kim Il-ong              | Armen Mkrttschjan    | Alexis Vila            |
| Fliegengewicht     | Walentin Jordanow       | Namiq Abdullayev     | Mäulen Mamyrow         |
| Bantamgewicht      | Kendall Cross           | Guivi Sissaouri      | Ri Yong-sam            |
| Federgewicht       | Thomas Brands           | Jang Jae-sung        | Elbrus Tedejew         |
| Leichtgewicht      | Wadim Bogijew           | Townsend Saunders    | Sasa Sasirow           |
| Weltergewicht      | Buwaissar Saitijew      | Park Jang-soon       | Takuya Ōta             |
| Mittelgewicht      | Chadschimurad Magomedow | Yang Hyun-mo         | Amir Reza Khadem       |
| Halbschwergewicht  | Rasoul Khadem           | Macharbek Chadarzew  | Eldari Luka Kurtanidse |
| Schwergewicht      | Kurt Angle              | Abbas Jadidi         | Arawat Sabejew         |
| Superschwergewicht | Mahmut Demir            | Aljaksej Mjadswedseu | Bruce Baumgartner      |

| Konkurrenz         | Gold                     | Silber            | Bronze              |
| ------------------ | ------------------------ | ----------------- | ------------------- |
| Papiergewicht      | Sim Gwon-ho              | Aljaksandr Paulau | Safar Gulijew       |
| Fliegengewicht     | Armen Nasarjan           | Brandon Paulson   | Andrij Kalaschnikow |
| Bantamgewicht      | Juri Melnitschenko       | Dennis Hall       | Sheng Zetian        |
| Federgewicht       | Włodzimierz Zawadzki     | Juan Luis Marén   | Akif Pirim          |
| Leichtgewicht      | Ryszard Wolny            | Ghani Yalouz      | Alexander Tretjakow |
| Weltergewicht      | Filiberto Ascuy Aguilera | Marko Asell       | Józef Tracz         |
| Mittelgewicht      | Hamza Yerlikaya          | Thomas Zander     | Waleryj Zilenz      |
| Halbschwergewicht  | Wjatscheslaw Olijnyk     | Jacek Fafiński    | Maik Bullmann       |
| Schwergewicht      | Andrzej Wroński          | Sjarhej Lischtwan | Mikael Ljungberg    |
| Superschwergewicht | Alexander Karelin        | Matt Ghaffari     | Sergei Mureiko      |

## Ergebnisse Freistil

### Papiergewicht (bis 48 kg)
| Platz | Land | Sportler            |
| ----- | ---- | ------------------- |
| 1     | PRK  | Kim Il-ong          |
| 2     | ARM  | Armen Mkrttschjan   |
| 3     | CUB  | Alexis Vila         |
| 4     | RUS  | Wugar Orudschow     |
| 5     | KOR  | Jung Soon-won       |
| 6     | MDA  | Vitalie Railean     |
| 7     | ROM  | Gheorghe Corduneanu |
| 8     | USA  | Robert Eiter        |

Datum: 29. bis 30. Juli 1996

19 Teilnehmer aus 19 Ländern

### Fliegengewicht (bis 52 kg)
| Platz | Land | Sportler               |
| ----- | ---- | ---------------------- |
| 1     | BUL  | Walentin Jordanow      |
| 2     | AZE  | Namiq Abdullayev       |
| 3     | KAZ  | Mäulen Mamyrow         |
| 4     | RUS  | Tschetschenol Mongusch |
| 5     | IRI  | Gholamreza Mohammadi   |
| 6     | TUR  | Metin Topaktaş         |
| 7     | UZB  | Adhamjon Achilov       |
| 8     | CAN  | Greg Woodcroft         |

Datum: 31. Juli bis 1. August 1996

19 Teilnehmer aus 19 Ländern

### Bantamgewicht (bis 57 kg)
| Platz | Land | Sportler           |
| ----- | ---- | ------------------ |
| 1     | USA  | Kendall Cross      |
| 2     | CAN  | Guivi Sissaouri    |
| 3     | PRK  | Ri Yong-sam        |
| 4     | TUR  | Harun Doğan        |
| 5     | MKD  | Šaban Trstena      |
| 6     | IRI  | Mohammad Talaee    |
| 7     | BLR  | Aljaksandr Husau   |
| 8     | UZB  | Damir Zakhartdinov |

Datum: 29. bis 30. Juli 1996

21 Teilnehmer aus 21 Ländern

### Federgewicht (bis 62 kg)
| Platz | Land | Sportler           |
| ----- | ---- | ------------------ |
| 1     | USA  | Thomas Brands      |
| 2     | KOR  | Jang Jae-sung      |
| 3     | UKR  | Elbrus Tedejew     |
| 4     | JPN  | Takahiro Wada      |
| 5     | RUS  | Magomed Asisow     |
| 6     | ITA  | Giovanni Schillaci |
| 7     | CAN  | Marty Calder       |
| 8     | USB  | Ramil Islamov      |
|       |      |                    |
| 13    | GER  | Jürgen Scheibe     |
| 20    | SUI  | Martin Müller      |

Datum: 31. Juli bis 1. August 1996

21 Teilnehmer aus 21 Ländern

### Leichtgewicht (bis 68 kg)
| Platz | Land | Sportler          |
| ----- | ---- | ----------------- |
| 1     | RUS  | Wadim Bogijew     |
| 2     | USA  | Townsend Saunders |
| 3     | UKR  | Sasa Sasirow      |
| 4     | CUB  | Yosvany Sánchez   |
| 5     | ARM  | Arajik Geworgjan  |
| 6     | KOR  | Hwang Sang-ho     |
| 7     | EST  | Küllo Kõiv        |
| 8     | SYR  | Ahmad Al-Osta     |

Datum: 29. bis 30. Juli 1996

19 Teilnehmer aus 19 Ländern

### Weltergewicht (bis 74 kg)
| Platz | Land | Sportler            |
| ----- | ---- | ------------------- |
| 1     | RUS  | Buwaissar Saitijew  |
| 2     | KOR  | Park Jang-soon      |
| 3     | JPN  | Takuya Ōta          |
| 4     | BUL  | Plamen Paskalew     |
| 5     | GER  | Alexander Leipold   |
| 6     | USA  | Kenny Monday        |
| 7     | MDA  | Victor Peicov       |
| 8     | AZE  | Məmmədsalam Haciyev |

Datum: 31. Juli bis 1. August 1996

22 Teilnehmer aus 22 Ländern

### Mittelgewicht (bis 82 kg)
| Platz | Land | Sportler                |
| ----- | ---- | ----------------------- |
| 1     | RUS  | Chadschimurad Magomedow |
| 2     | KOR  | Yang Hyun-mo            |
| 3     | IRI  | Amir Reza Khadem        |
| 4     | TUR  | Sebahettin Öztürk       |
| 5     | AZE  | Mogamed Ibragimov       |
| 6     | KAZ  | Elmadi Schabrailow      |
| 7     | USA  | Les Gutches             |
| 8     | CUB  | Ariel Ramos             |

Datum: 30. bis 31. Juli 1996

21 Teilnehmer aus 21 Ländern

### Halbschwergewicht (bis 90 kg)
| Platz | Land | Sportler               |
| ----- | ---- | ---------------------- |
| 1     | IRI  | Rasoul Khadem          |
| 2     | RUS  | Macharbek Chadarzew    |
| 3     | GEO  | Eldari Luka Kurtanidse |
| 4     | SVK  | Jozef Lohyňa           |
| 5     | UKR  | Dschambulat Tedejew    |
| 6     | NGA  | Victor Kodei           |
| 7     | USA  | Melvin Douglas         |
| 8     | KOR  | Kim Ik-hee             |
|       |      |                        |
| 12    | GER  | Heiko Balz             |

Datum: 1. bis 2. August 1996

21 Teilnehmer aus 21 Ländern

### Schwergewicht (bis 100 kg)
| Platz | Land | Sportler               |
| ----- | ---- | ---------------------- |
| 1     | USA  | Kurt Angle             |
| 2     | IRI  | Abbas Jadidi           |
| 3     | GER  | Arawat Sabejew         |
| 4     | BLR  | Sjarhej Kawalewski     |
| 5     | POL  | Marek Garmulewicz      |
| 6     | KGZ  | Konstantin Aleksandrov |
| 7     | UKR  | Sagid Murtasalijew     |
| 8     | CAN  | Oleg Ladik             |

Datum: 30. bis 31. Juli 1996

19 Teilnehmer aus 19 Ländern

### Superschwergewicht (bis 130 kg)
| Platz | Land | Sportler             |
| ----- | ---- | -------------------- |
| 1     | TUR  | Mahmut Demir         |
| 2     | BLR  | Aljaksej Mjadswedseu |
| 3     | USA  | Bruce Baumgartner    |
| 4     | RUS  | Andrei Schumilin     |
| 5     | KGZ  | Alexander Kowalewski |
| 6     | GER  | Sven Thiele          |
| 7     | UKR  | Mirabi Walijew       |
| 8     | GRE  | Petros Bourdoulis    |

Datum: 1. bis 2. August 1996

18 Teilnehmer aus 18 Ländern

## Ergebnisse griechisch-römischer Stil

### Papiergewicht (bis 48 kg)
| Platz | Land | Sportler             |
| ----- | ---- | -------------------- |
| 1     | KOR  | Sim Gwon-ho          |
| 2     | BLR  | Aljaksandr Paulau    |
| 3     | RUS  | Safar Gulijew        |
| 4     | PRK  | Kang Yong-gyun       |
| 5     | CUB  | Wilber Sánchez       |
| 6     | GEO  | Gela Papaschwili     |
| 7     | JPN  | Hiroshi Kado         |
| 8     | GRE  | Ioannis Agakatzanian |
|       |      |                      |
| 12    | GER  | Oleg Kutscherenko    |

Datum: 19. bis 20. Juli 1996

19 Teilnehmer aus 19 Ländern

### Fliegengewicht (bis 52 kg)
| Platz | Land | Sportler             |
| ----- | ---- | -------------------- |
| 1     | ARM  | Armen Nasarjan       |
| 2     | USA  | Brandon Paulson      |
| 3     | UKR  | Andrij Kalaschnikow  |
| 4     | RUS  | Samwel Danijeljan    |
| 5     | CUB  | Lázaro Rivas         |
| 6     | BUL  | Jordan Anew          |
| 7     | KOR  | Ha Tae-yeon          |
| 8     | POL  | Dariusz Jabłoński    |
| 9     | GER  | Alfred Ter-Mkrtchyan |

Datum: 19. bis 20. Juli 1996

20 Teilnehmer aus 20 Ländern

### Bantamgewicht (bis 57 kg)
| Platz | Land | Sportler           |
| ----- | ---- | ------------------ |
| 1     | KAZ  | Juri Melnitschenko |
| 2     | USA  | Dennis Hall        |
| 3     | CHN  | Sheng Zetian       |
| 4     | UKR  | Ruslan Chakymow    |
| 5     | GER  | Rıfat Yıldız       |
| 6     | CUB  | Luis Sarmiento     |
| 7     | GRE  | Sarkis Elgkian     |
| 8     | JPN  | Kenkichi Nishimi   |

Datum: 19. bis 20. Juli 1996

20 Teilnehmer aus 20 Ländern

### Federgewicht (bis 62 kg)
| Platz | Land | Sportler             |
| ----- | ---- | -------------------- |
| 1     | POL  | Włodzimierz Zawadzki |
| 2     | CUB  | Juan Luis Marén      |
| 3     | TUR  | Akif Pirim           |
| 4     | GEO  | Koba Guliaschwili    |
| 5     | BUL  | Iwan Radnew          |
| 6     | UKR  | Hryhorij Komyschenko |
| 7     | ARM  | Mchitar Manukjan     |
| 8     | RUS  | Sergei Martynow      |

Datum: 21. bis 22. Juli 1996

19 Teilnehmer aus 19 Ländern

### Leichtgewicht (bis 68 kg)
| Platz | Land | Sportler            |
| ----- | ---- | ------------------- |
| 1     | POL  | Ryszard Wolny       |
| 2     | FRA  | Ghani Yalouz        |
| 3     | RUS  | Alexander Tretjakow |
| 4     | BLR  | Kamandar Madschydau |
| 5     | BUL  | Biser Georgijew     |
| 6     | UZB  | Grigori Pulyaev     |
| 7     | CUB  | Liubal Colás        |
| 8     | EST  | Valeri Nikitin      |

Datum: 19. bis 20. Juli 1996

22 Teilnehmer aus 22 Ländern

### Weltergewicht (bis 74 kg)
| Platz | Land | Sportler             |
| ----- | ---- | -------------------- |
| 1     | CUB  | Filiberto Ascuy      |
| 2     | FIN  | Marko Asell          |
| 3     | POL  | Józef Tracz          |
| 4     | GER  | Erik Hahn            |
| 5     | BUL  | Mnazakan Iskandarjan |
| 6     | HUN  | Tamás Berzicza       |
| 7     | KOR  | Kim Jin-soo          |
| 8     | JPN  | Takamitsu Katayama   |

Datum: 21. bis 22. Juli 1996

20 Teilnehmer aus 20 Ländern

### Mittelgewicht (bis 82 kg)
| Platz | Land | Sportler            |
| ----- | ---- | ------------------- |
| 1     | TUR  | Hamza Yerlikaya     |
| 2     | GER  | Thomas Zander       |
| 3     | BLR  | Waleryj Zilenz      |
| 4     | KAZ  | Däulet Turlychanow  |
| 5     | ISR  | Gotcha Ziziaschwili |
| 6     | SWE  | Martin Lidberg      |
| 7     | ARM  | Lewon Geghamjan     |
| 8     | KGZ  | Raatbek Sanatbayev  |

Datum: 19. bis 20. Juli 1996

19 Teilnehmer aus 19 Ländern

### Halbschwergewicht (bis 90 kg)
| Platz | Land | Sportler                |
| ----- | ---- | ----------------------- |
| 1     | UKR  | Wjatscheslaw Olijnyk    |
| 2     | POL  | Jacek Fafiński          |
| 3     | GER  | Maik Bullmann           |
| 4     | BLR  | Aljaksandr Sidarenka    |
| 5     | TUR  | Hakkı Başar             |
| 6     | GRE  | Iordanis Konstantinidis |
| 7     | USA  | Derrick Waldroup        |
| 8     | CZE  | Marek Švec              |

Datum: 21. bis 22. Juli 1996

23 Teilnehmer aus 23 Ländern

### Schwergewicht (bis 100 kg)
| Platz | Land | Sportler                  |
| ----- | ---- | ------------------------- |
| 1     | POL  | Andrzej Wroński           |
| 2     | BLR  | Sjarhej Lischtwan         |
| 3     | SWE  | Mikael Ljungberg          |
| 4     | RUS  | Teymuras Edischeraschwili |
| 5     | CUB  | Héctor Milián             |
| 6     | MDA  | Igor Grabovetchi          |
| 7     | UKR  | Heorhij Soldadse          |
| 8     | BUL  | Todor Manow               |
|       |      |                           |
| 11    | SUI  | Urs Bürgler               |

Datum: 19. bis 20. Juli 1996

20 Teilnehmer aus 20 Ländern

### Superschwergewicht (bis 130 kg)
| Platz | Land | Sportler              |
| ----- | ---- | --------------------- |
| 1     | RUS  | Alexander Karelin     |
| 2     | USA  | Matt Ghaffari         |
| 3     | MDA  | Sergei Mureiko        |
| 4     | UKR  | Petro Kotok           |
| 5     | GRE  | Panagiotis Poikilidis |
| 6     | GER  | René Schiekel         |
| 7     | SWE  | Tomas Johansson       |
| 8     | JPN  | Ken’ichi Suzuki       |

Datum: 21. bis 22. Juli 1996

19 Teilnehmer aus 19 Ländern